# ماده (فیلم)
ماده (به انگلیسی: The Substance) فیلمی وحشت جسمی محصول ۲۰۲۴ به نویسندگی و کارگردانی کورالی فارژا است. داستان آن در مورد یک سلبریتی رو به افول (دمی مور) است که بعد از اخراج از یک شوی تلویزیونی، برای احیای جوانی تصمیم می‌گیرد از یک داروی بازار سیاه استفاده کند: ماده‌ای که سلول را احیا و به‌طور موقت نسخه‌ای جوان‌تر و بهتر از خودش (مارگارت کوالی) ایجاد می‌کند ولی ندانسته عوارض جانبی وحشتناکی به همراه دارد. به این ترتیب الیزابت یک هفته در نسخه قبلی زندگی می‌کند و یک هفته در نسخه جوانتر ولی نسخه جدید برای امتداد بقا باید از نسخه قدیمی تغذیه کند و همین است که پیری ناگهانی نسخه قدیمی را در پی داشته و درنهایت تقابل نسخه قدیم و نسخه جدید، رقم می‌خورد.
ماده که به‌خاطر عناصر طنز و سبک بصری گروتسک و هایپررئالیسم مورد توجه قرار گرفته است، دومین فیلم بلند فارژا پس از انتقام به‌شمار می‌رود. فارژا پس از تحت تأثیر قرار گرفتن از فشارهای اجتماعی بر بدن و افزایش سنِ زنان، فیلم‌نامه را در طول دو سال نوشت و تیمی را برای تولید مشترک فیلم در فرانسه، بریتانیا و ایالات متحده تشکیل داد. تصویربرداری اصلی در فرانسه به‌مدت ۱۰۸ روز به طول انجامید. در این فیلم به شکل گسترده‌ای از آرایش و اعضای بدن مصنوعی و عمدتاً از جلوه‌های فیزیکی استفاده شد. تقریباً ۲۱٫۰۰۰ لیتر (۵٫۵۰۰ گالن آمریکا) خون تقلبی برای به تصویر کشیدن تحول شخصیت الیزابتِ ناشی از مصرف دارو استفاده شد.
ماده نخستین بار در ۱۹ مه ۲۰۲۴ در بخش رقابت اصلی هفتاد و هفتمین جشنواره فیلم کن به نمایش درآمد و در آن‌جا فارژا برندهٔ جایزه بهترین فیلم‌نامه شد. این فیلم به‌وسیلهٔ موبی در ۲۰ سپتامبر ۲۰۲۴ در بریتانیا و ایالات متحده و همچنین در ۶ نوامبر ۲۰۲۴ در فرانسه اکران شد. این فیلم ۷۷ میلیون دلار در سراسر جهان فروش کرد در حالی که ۱۷٫۵ میلیون دلار بودجه ساخت آن بود. این فیلم یک موفقیت هنری بود و جوایز و نامزدی‌های متعددی دریافت کرد، از جمله پنج نامزدی هر کدام در مراسم اسکار (از جمله بهترین فیلم) و مراسم گلدن گلوب (از جمله بهترین فیلم – موزیکال یا کمدی). مور برای اجرای خود جایزه گلدن گلوب بهترین بازیگر زن – فیلم موزیکال یا کمدی و جایزه انجمن بازیگران فیلم برای بهترین بازیگر نقش اول زن را دریافت کرد و نامزد جایزهٔ بهترین بازیگر زن در اسکار و بفتا شد.

## داستان
الیزابت اسپارکل ستاره سینمای هالیوودی که اکنون رو به افول است، در پنجاهمین سالگرد تولدش ناگهان از برنامه تلویزیونی ورزشی طولانی‌مدت خود توسط هاروی، تهیه‌کننده برنامه، به دلیل سنش اخراج می‌شود. الیزابتِ پریشان با ماشینش تصادف می‌کند. در بیمارستان، یک پرستار جوان مخفیانه فلش مموری را به او می‌دهد که «ماده» را تبلیغ می‌کند، دارویی در بازار سیاه که نوید نسخه‌ای «جوان‌تر، زیباتر، کامل‌تر» از خود را می‌دهد.
الیزابت ماده را تزریق می‌کند. او تشنج می‌کند و بدنش نسخه‌ای متفاوت و جوان‌تر از خودش را ایجاد می‌کند: بدن زنی در بیست سالگی از شکافی در پشت او بیرون می‌آید. این دو بدن باید هر هفت روز بدون استثنا، خودآگاهی خود را تغییر دهند، در حالی که بدن غیرفعال بیهوش می‌ماند و با یک منبع غذایی هفتگی تغذیه می‌شود. تزریق روزانه مایع تثبیت کننده، استخراج شده از بدن اصلی، برای جلوگیری از خراب شدن بدن جدید ضروری است.
بدن جدید، که خود را سو می‌نامد، پس از تست بازیگری برای جایگزینی الیزابت، یک شبه زبانزد و معروف می‌شود و در نهایت هاروی به او این فرصت را می‌دهد که میزبان برنامه معتبر شب سال نو این شبکه باشد. در حالی که سو یک زندگی با اعتماد به نفس و لذت‌طلبانه دارد، الیزابت تبدیل به یک منزوی متنفر از خود می‌شود. نزدیک به پایان یک چرخه هفتگی، سو مهمانی می‌گیرد و مردی را برای رابطه جنسی معمولی به خانه می‌آورد، با استخراج مایع تثبیت‌کننده اضافی، تعویض را به تأخیر می‌اندازد و باعث می‌شود انگشت اشاره راست الیزابت به سرعت پیر شود. الیزابت با تأمین کننده تماس می‌گیرد و او به او هشدار می‌دهد که عدم اطاعت از برنامه تعویض منجر به پیری غیرقابل برگشت و سریع بدن اصلی می‌شود. علیرغم آگاهی مشترکشان، الیزابت و سو شروع به دیدن خود به عنوان افراد مجزا می‌کنند و همدیگر را تحقیر می‌کنند. الیزابت از سو به دلیل بی‌توجهی مکرر او به برنامه تعویض، که پیری او را تشدید می‌کند، خشمگین می‌شود، در حالی که سو از بیزاری الیزابت به خود و پرخوری او وحشت زده می‌شود. پس از یک اپیزود مخرب خاص در نقش الیزابت، سو مایع تثبیت‌کننده را به‌شدت ذخیره می‌کند و از بازگشت به بدن اصلی خودداری می‌کند.
سه ماه بعد، یک روز قبل از پخش تلویزیونی شب سال نو، مایع تثبیت‌کننده تمام می‌شود و سو با تامین‌کننده تماس می‌گیرد و تامین‌کننده به او اطلاع می‌دهد که باید دوباره به نسخه اصلی برگردد تا مایع دوباره پر شود. وقتی آن‌ها جای خود را عوض می‌کنند، الیزابت می‌بیند که دچار گوژپشتی شده است و سالخورده به نظر می‌رسد. الیزابت برای جلوگیری از پیری بیشتر سو، سرمی را سفارش می‌دهد که برای پایان دادن به او طراحی شده است. با این حال، الیزابت، که هنوز در هوس تحسینی است که وضعیت مشهور سو ایجاد می‌کرد، تزریق کامل سرم را متوقف و سو را احیا می‌کند و هر دوی آنها دوباره هوشیار می‌شوند. سو با پی بردن به قصد اولیه الیزابت، قبل از رفتن به میهمانی ویژه سال نو، به او حمله می‌کند و بی رحمانه او را می‌کشد.
بدون مایع تثبیت کننده، بدن سو به سرعت رو به زوال می‌رود. او در اوج وحشت تلاش می‌کند با استفاده از سرم فعال‌کننده باقیمانده، علی‌رغم اینکه روی دارو نوشته شده یکبار مصرف شود، نسخه جدیدی از خود ایجاد کند. این کار منجر به ایجاد یک بدن جهش یافته عجیب و غریب به‌نام «الیزاسو» با هر دو صورت الیزابت و سو می‌شود. او با پوشیدن ماسک بریده شده از پوستر الیزابت، به استودیو بازمی‌گردد و تلاش می‌کند برنامه را میزبانی کند، اما تماشاگران دچار هرج و مرج می‌شوند. یکی از تماشاگران سر او را جدا می‌کند تا سر جهش‌یافته‌تر دوباره رشد کند و یکی از دست‌هایش بشکند و تماشاگران و استودیو را در خون غرق کند. او از استودیو فرار می‌کند، اما روی زمین می‌افتد و منفجر می‌شود. چهره اصلی الیزابت از گودی جدا می‌شود و روی ستاره نادیده گرفته‌اش در پیاده‌روی مشاهیر هالیوود می‌خزد. او در حالی که در توهم تحسین شدن خودش است، به‌شکل خون ذوب می‌شود و روز بعد آن‌جا توسط دستگاه کف‌شو تمیز می‌شود.

## بازیگران
- دمی مور در نقش الیزابت اسپارکل
- مارگارت کوالی در نقش سو
- دنیس کواید در نقش هاروی
- هوگو دیگو گارسیا
- فیلیپ شورر[۷]
- جوزف بالدراما[۷]

## تولید
در ژانویه ۲۰۲۲، اعلام شد که دمی مور و مارگارت کوالی در این فیلم به ایفای نقش می‌پردازند که توسط یونیورسال پیکچرز تولید و توسط ورکینگ تایتل فیلمز منتشر خواهد شد. در فوریه ۲۰۲۲، اعلام شد که ری لیوتا به بازیگران پیوسته است.
فیلمبرداری در می ۲۰۲۲ در پاریس آغاز شد. در اوت ۲۰۲۲، ددلاین هالیوود گزارش داد که این فیلم «در حال حاضر در حال تولید می‌باشد». اواخر همان ماه، کوالی در مصاحبه ای با دبلیو تأیید کرد که در حال حاضر مشغول کار روی فیلم است. فیلمبرداری به‌طور رسمی در اکتبر ۲۰۲۲ به پایان رسید.
در سال ۲۰۲۳، فاش شد که دنیس کواید جایگزین لیوتا شده است که قبل از اینکه بتواند نقش خود را فیلمبرداری کند، درگذشت.

## انتشار
ماده برای رقابت نخل طلای جشنواره فیلم کن ۲۰۲۴ انتخاب شد، جایی که اولین نمایش جهانی خود را در ۱۹ مه ۲۰۲۴ داشت. فیلم مورد تشویق ایستاده قرار گرفت و گزارش شد که نه دقیقه، ۱۱ دقیقه، یا ۱۳ دقیقه طول کشید.

## بازخورد

### گیشه
در ایالات متحده و کانادا، ماده در کنار تبدیل‌شوندگان یک و هرگز رها نکن اکران شد. پیش‌بینی شده بود که حدود ۳ میلیون دلار از ۱٬۹۴۹ سینما در آخر هفته افتتاحیه‌اش فروش داشته باشد. این فیلم در روز اول اکران ۱٫۳ میلیون دلار فروش داشت که شامل ۵۱۲٫۰۰۰ دلار از پیش‌نمایش چهارشنبه و پنجشنبه‌شب بود. این فیلم به فروش ۳٫۲ میلیون دلاری رسید و در گیشه ششم شد. این فیلم در آخر هفته بعد تنها ۳۹ درصد افت داشت و ۱٫۸ میلیون دلار فروخت. این فیلم با پشت سر گذاشتن فروش ۱۰ میلیون دلاری پریسیلا (۲۰۲۳) به پرفروش‌ترین فیلم سرویس موبی تبدیل شده است.

### نظر منتقدان
در وبگاه جمع‌آوری نقد راتن تومیتوز، ٪۸۹ از ۳۶۰ بررسی منتقدان مثبت است، و میانگینِ امتیاز آن ۸٬۰/۱۰ است. این فیلم در متاکریتیک که از میانگین وزنی استفاده می‌کند، بر اساس نظر ۵۷ منتقدین امتیاز ۷۸ از ۱۰۰ را کسب کرده که نشان‌گر «نقدهای عموماً مطلوب» است. در آلوسینه، این فیلم بر اساس نظر ۳۹  منتقد فرانسوی، میانگین امتیاز ۳٫۶ از ۵ را دریافت کرد. تماشاگران شرکت‌کننده در نظرسنجی سینماسکور به فیلم میانگین نمرهٔ "B" از A+ تا F دادند. آنهایی که توسط پست‌ترک مورد بررسی قرار گرفتند، امتیاز کلی ۸۰٪ مثبت (شامل میانگین ۴ از ۵ ستاره) به آن دادند و ۷۵٪ گفتند که قطعاً آن را توصیه می‌کنند.

### جوایز
| جشنواره    | تاریخ      | رده             | دریافت‌کننده   | نتیجه    | منبع   |
| ---------- | ---------- | --------------- | ------------- | -------- | ------ |
| جشنواره کن | ۲۵ مهٔ ۲۰۲۴ | نخل طلا         | کورالی فارگیت | نامزدشده | [ ۳۰ ] |
| جشنواره کن | ۲۵ مهٔ ۲۰۲۴ | بهترین فیلم‌نامه | کورالی فارگیت | برنده    | [ ۳۱ ] |